# 德铁水电站
德铁水电站是位于缅甸若开邦德铁河上的中型水力发电站，由中国能建集团承建，总装机容量115.2MW（3×38.4MW），属缅甸国家重点电力项目。

## 工程概况
电站位于缅甸若开邦丹兑镇区东北20公里处，地理坐标18°28′N 94°22′E / 18.467°N 94.367°E，距离仰光约523公里。项目采用“一管三机”引水式设计，引水系统全长730米，未设调压井，额定水头62.38米，最大水头74.72米。压力钢管直径8.8米，总重2300吨，配套4套固定轮工作闸门和3套液控重锤蝶阀。

### 技术参数
- 水轮机: 立轴混流式，模型试验显示效率达93.2%，空化系数σ=0.12，压力脉动幅值≤3.2%[1]
- 发电机组: 额定容量40MW/台，11kV厂用电系统配置双重化备自投保护
- 调节保证: 最大引用流量210m³/s，机组惯性时间常数Ta=8.6s，采用分段关闭规律控制水锤压力[2]